# Japanski jezici
Japanski jezici (također japansko-rjukjuanski ili japansko-rjukjuski jezici), jezična porodica s Japanskog otočja. obuhvaća (12) jezika kojima se služe Japanci i nekoliko manjih srodnih naroda. 

## Klasifikacija
A: Rjukjuanska skupina (11):
a1. amami-okinavski (8):
a. sjeverni amami-okinavski (4): južni amami-oshima, sjeverni amami-oshima, toku-no-shima, kikai
b. južni amami-okinavski (4): oki-no-erabu, kunigami, yoron, srednjookinavski
a2. sakishima (3):miyako, yaeyama, yonaguni
B. Japanska skupina (1): japanski

## Vanjske poveznice
- Ethnologue (14th)
- Ethnologue (15th)